# Back in the High Life
Back in the High Life är ett musikalbum av Steve Winwood som lanserades i juni 1986 på Island Records. Det var hans fjärde studioalbum som soloartist och kom att bli ett av hans mest framgångsrika. Albumet inleds med "Higher Love" som blev dess största singelhit och nådde första plats på Billboard Hot 100-listan. På spåret medverkade Chaka Khan som gästsångare. Låten tilldelades senare en Grammy i kategorin "årets låt". Från albumet släpptes även "The Finer Things", "Freedom Overspill" och titelspåret som singlar, varav alla gick bra i USA.

## Låtlista
(låtar utan angiven upphovsman komponerade av Steve Winwood)
1. "Higher Love" – 5:45
2. "Take It as It Comes" – 5:20
3. "Freedom Overspill" – 5:33 (Winwood, George Fleming, James Hooker)
4. "Back in the High Life Again" – 5:33
5. "The Finer Things" – 5:47
6. "Wake Me Up on Judgement Day" – 5:48
7. "Split Decision" – 5:58 (Winwood, Joe Walsh)
8. "My Love's Leavin'" – 5:19 (Winwood, Viv Stanshall)

## Listplaceringar
- Billboard 200, USA: #7[1]
- UK Albums Chart, Storbritannien: #8[2]
- RPM, Kanada: #6[3]
- Nederländerna: #15[4]
- Nya Zeeland: #14[5]
- Topplistan, Sverige: #11[6]